# Baturotok
Baturotok is een bestuurslaag in het regentschap Sumbawa van de provincie West-Nusa Tenggara, Indonesië. Baturotok telt 3713 inwoners (volkstelling 2010).